# Jüdischer Friedhof in der Wassenbergstraße (Emmerich am Rhein)

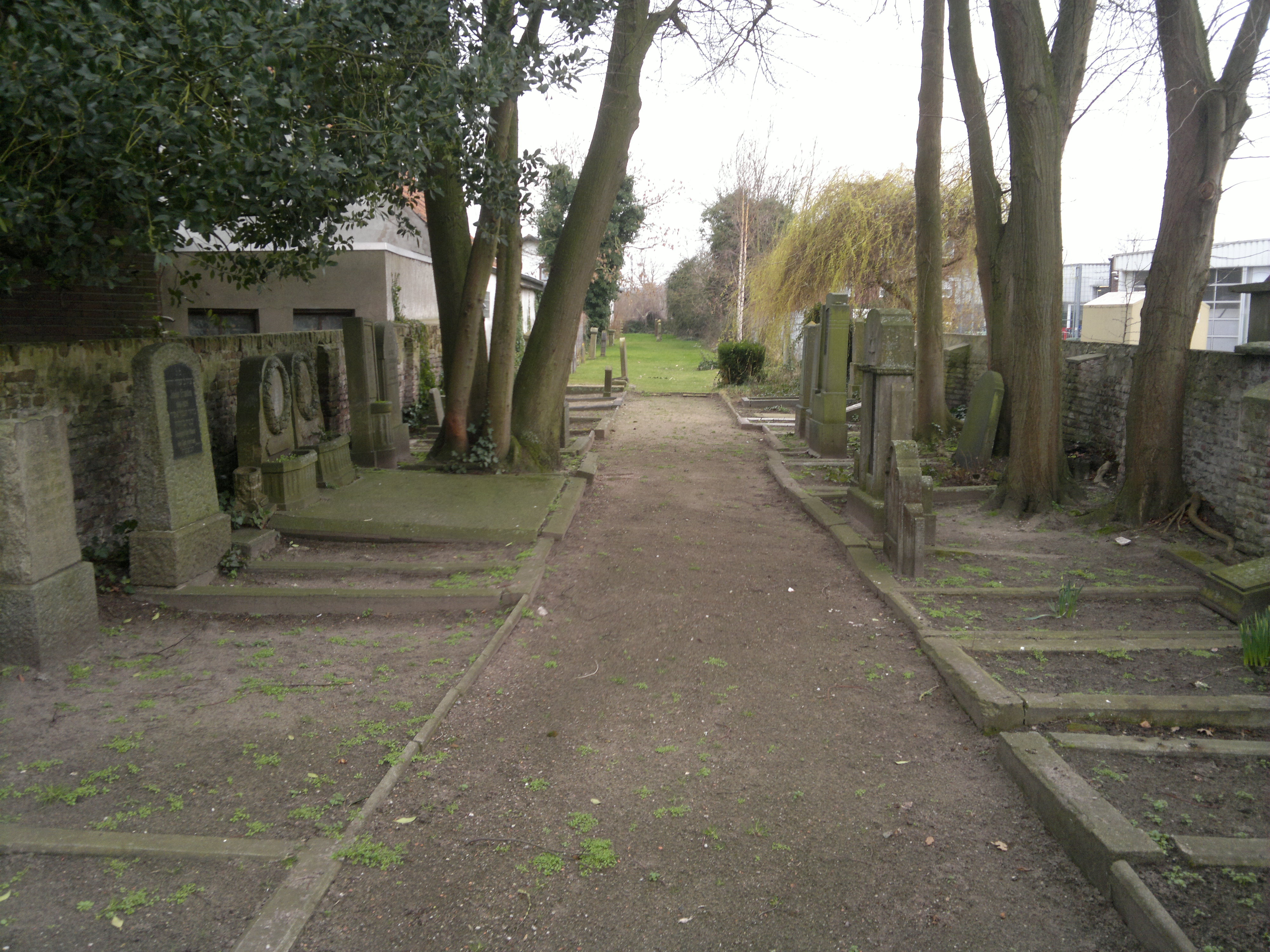
Jüdischer Friedhof in der Wassenbergstraße

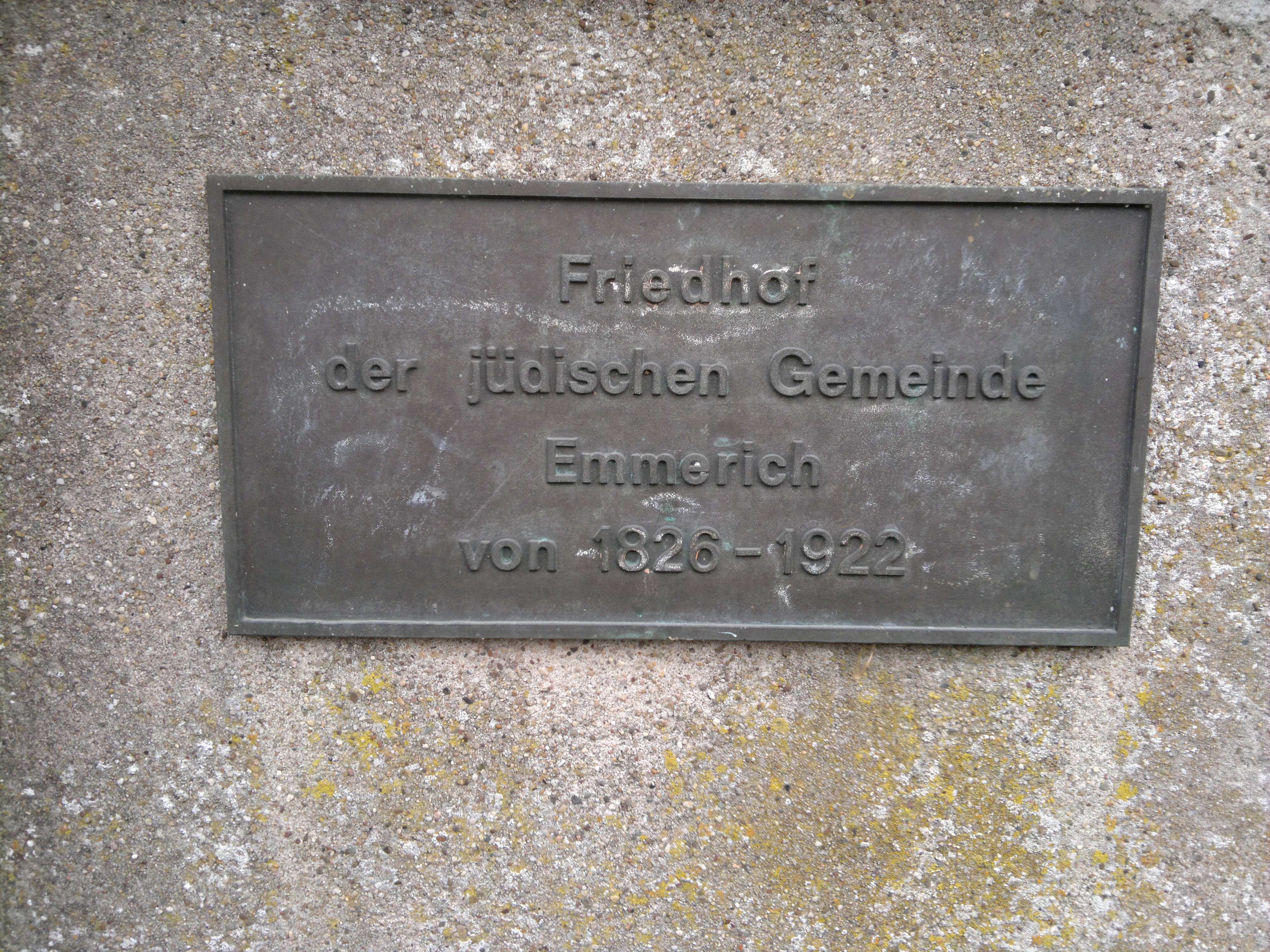
Eingangsschild des Jüdischen Friedhofs in der Wassenbergstraße

Der Jüdische Friedhof in der Wassenbergstraße ist ein jüdischer Friedhof in Emmerich am Rhein, einer Stadt im Kreis Kleve (Nordrhein-Westfalen). 

## Geschichte
Die Juden von Emmerich erhielten 1629 die Erlaubnis, einen ersten Friedhof zwischen der Stadtmauer und dem Stadtgraben anzulegen, der von 1629 bis 1826 belegt wurde. Der jüngere Begräbnisplatz in der Wassenbergstraße wurde in den Jahren 1826 bis 1928 belegt. Hier sind 80 Grabsteine erhalten, darunter 13 Grabsteine, die 1827 wegen der baulichen Erweiterung des Hafenbeckens vom alten Judenfriedhof hierhin überführt wurden. 1944 wurde der Mittelteil des Friedhofs durch eine Fliegerbombe fast völlig zerstört. In Emmerich existiert ein weiterer jüdischer Begräbnisplatz auf dem kommunalen Friedhof.